# Centre d'Études Catalanes
El Centre d'Études Catalanes és una entitat d'estudi i difusió de la cultura catalana de la Universitat de la Sorbona de París.
Es va fundar el 1977 sota el patronatge del president de la Universitat de la Sorbona, per iniciativa de professors i investigadors de la pròpia Universitat i el mecenatge de persones i entitats catalanes, com Òmnium Cultural o l'empresari Pere Mir. El Centre té una triple vocació universitària, cultural i científica, per a la qual cosa acull exposicions i organitza conferències i cursos dins el currículum de la Universitat.
La biblioteca del Centre acull el fons de la Fundació Cambó de París, que inclou 3.000 obres entre monografies i publicacions de la segona meitat del segle xix el primer terç del segle xx.
Té la seva seu al barri de Le Marais, a Rue Sainte-Croix de la Bretonnerie, 9. El centre ocupa un edifici històric del segle xvii, pertanyent al patrimoni de la ciutat de París, restaurat gràcies al mecenatge català, i on en la seva façana d'entrada Apel·les Fenosa va realitzar i donar un relleu de Sant Jordi.
El filòleg Maurice Molho en va ser el primer director de 1977 a 1980. D'entre les exposicions realitzades cal destacar les de Joan Miró, el 1978, Joan-Pere Viladecans, el 1982, Josep Guinovart i Joan Hernández-Pijuan, el 1983, i Josep Maria Subirachs el 1984.
El 1988 va celebrar el seu 10è aniversari amb una exposició de la col·lecció de llibres i pintures de Joan B. Cendrós, incloent llibres dedicats per Borges o Aleixandre i litografies de Dalí o Picasso. Des de 1992 la seva directora és Marie-Claire Zimmermann.